# Врховни ратни савјет
Врховни ратни савјет (енгл. Supreme War Council) била је средишња команда са сједиштем у Версају која је координирала војну стратегију главних савезника у Првом свјетском рату: Уједињеног Краљевства, Француске, Италије, Сједињених Америчких Држава и Јапана. Основан је 1917, након Руске револуције и неминовног повлачења Русије као савезника. Савјет је служио као форум за прелиминарне расправе о потенцијалним условима примирја, касније о условима мировног споразума, а насљедница је Конференција амбасадора из 1920. године.

## Формација
Британски премијер Дејвид Лојд Џорџ био је веома забринут због стратегије начелника Генералштаба Британске империје Вилијама Робертсона и главног командата Британских експедиционих снага Дагласа Хејга, због савезничких губитака на Соми и у Фландрији.
Такође, након италијанског пораза у бици код Кобарида, у којој су њемачке и аустроугарске снаге поразиле италијанске, Лојд Џорџ је предложио формирање Врховног ратних савјета на Рапалског конференцији од 5. до 7. новембра 1917. године.
Јапан и Русија нису биле укључене, а Италија и Француска, забринуте да би Солунски фронт могао бити евакуисан, жељели су да питања буду ограничена на западни фронт.